# Julián Aquilino Pérez
Julián Aquilino Pérez Urizarna (1783-1857) fue un político y hombre de negocios español, senador durante el reinado de Isabel II.

## Biografía
Hijo de Andrés Pérez Abad y Sinforosa de Urizarna, nació en la localidad de Ezcaray el 4 de enero de 1783. Estudió en la Universidad de Salamanca primero y, más adelante, en las de Alcalá y Zaragoza. En 1811 partió a Inglaterra, donde permaneció tres años. Introdujo en su localidad natal máquinas para cardar e hilar lana en 1816. El 6 de abril de 1824 fue nombrado vocal de la junta de Aranceles, en octubre de 1826 vocal de la junta de exposición pública, en junio de 1827 director del Banco de San Carlos, y el 17 de agosto de ese mismo año vocal de la junta de Comercio. Por reales órdenes del 10 de febrero y 18 de marzo de 1830 fue nombrado vocal de la junta de Amortización y anteriormente, en 1828, primer cónsul de Comercio, cargo que desempeñó los años 1829 y 1830. En septiembre de 1833 fue condecorado con la Orden de Carlos III y en diciembre de ese mismo año fue nombrado director general del Real Tesoro, cargo que desempeñó hasta finales de 1834. En 1835 se le concedió la gran cruz de Isabel la Católica. En 23 de octubre de 1845 fue nombrado senador el reino y el 29 de abril de 1847 vocal del consejo de agricultura y comercio. Falleció el 15 de enero de 1857.